# Cinq Heures payées comptant
Pour plus de détails, voir Fiche technique et Distribution.
Cinq Heures payées comptant (anglais : Five Golden Hours ; italien : Cinque ore in contanti) est une comédie italo-britannique réalisée par Mario Zampi et sorti en 1961.

## Synopsis
Aldo Bondi est un porteur de cercueils et un pleureur professionnel à Rome qui vit bien des cadeaux extravagants que lui offrent les riches veuves qu'il réconforte. Lorsqu'il tombe amoureux de la baronne Sandra, soi-disant sans le sou — qui est en fait une riche « veuve noire » dont tous les maris sont morts — il concocte une chaîne de Ponzi pour escroquer trois veuves en leur soutirant de l'argent, en leur disant qu'il l'investira pendant les cinq heures entre la fermeture de la bourse de Rome et l'ouverture de la bourse de New York. Cependant, la baronne s'enfuit avec l'argent, laissant Bondi aux prises avec les veuves. Il tente de les tuer, mais le stratagème échoue et il prétend être devenu fou. Dans le sanatorium, son compagnon de chambre est un autre débiteur feignant la folie, M. Bing.
L'une des trois veuves meurt, laissant à Bondi une fortune qu'il ne peut obtenir que s'il continue à être fou, sinon l'héritage doit aller à un monastère ; Bondi passe donc un accord avec les frères pour partager l'argent. Il retourne à Rome, où M. Bing prend contact avec la baronne Sandra et, contre rémunération, lui annonce que Bondi est désormais riche. Sandra et Bondi se marient, et bientôt il devient son septième mari décédé.

## Fiche technique
- Titre français : Cinq Heures payées comptant[1]
- Titre original italien : Cinque ore in contanti[2]
- Titre anglais : Five Golden Hours[3]
- Réalisation : Mario Zampi
- Scénario : Hans Wilhelm (en)
- Photographie : Christopher Challis
- Montage : Bill Lewthwaite (en)
- Musique : Stanley Black
- Production : Giulio Zampi, Mario Zampi
- Société de production : Anglofilm, Avers Films, Cinematografica Internazionale
- Pays de production :  Italie -  Royaume-Uni
- Langue originale : anglais, italien
- Format : Noir et blanc - 1,85:1 - mono - 35 mm
- Genre : comédie
- Durée : 90 minutes
- Dates de sortie :
  - États-Unis : février 1961
  - Italie : 10 mars 1961
  - France : 25 septembre 1963
- Affiche : Macario Gómez Quibus (Espagne)

## Distribution
- Ernie Kovacs : Aldo Bondi
- Cyd Charisse : Baronne Sandra
- George Sanders : M. Bing
- Kay Hammond : Martha
- Dennis Price : Raphaël
- Clelia Matania : Rosalia
- John Le Mesurier : Dr Alfieri
- Finlay Currie : Père Supérieur
- Reginald Beckwith : Frère Geronimo
- Avice Landone : Béatrice
- Sydney Tafler : Alfredo
- Martin Benson : Enrico
- Bruno Barnabe : Cesare
- Ron Moody : Gabrielle
- Leonard Sachs : M. Morini